# Facilitation de l'infection par des anticorps

Un anticorps (ici représentés par des structures bleues en forme de Y) lié aux particules virales (DENV) puis aux récepteurs gamma Fc (FcγR) des cellules immunitaires (ici représentées par les ovales orangés) permettant au virus d'infecter cette cellule.

La facilitation de l'infection par des anticorps (Antibody-dependant enhancement ou ADE en anglais) est un phénomène se produisant lors d'une infection virale, quand des anticorps non neutralisants de l'hôte facilitent l'entrée du virus dans certaines cellules hôtes, et parfois aussi sa réplication.
Les anticorps ont normalement trois fonctions immunitaires principales : se lier à l'antigène (virus notamment), activer le système du complément et recruter des cellules immunocompétentes. Il y a facilitation de l'infection par des anticorps quand des anticorps qui se lient aux particules virales puis aux récepteurs gamma Fc (FcγR) exprimés sur les cellules immunitaires, augmentent ce faisant la probabilité que les virus infectent ces cellules (normalement chargées de défendre l'organisme contre les infections). Ce phénomène permet à certains virus d'infecter des cellules ne possédant pas le récepteur permettant l'entrée du virus. Il confère à certains virus une infectiosité et une virulence accrues.
L'existence du phénomène de facilitation de l'infection par des anticorps (d'abord très controversée) a été observée et démontrée dans les années 2010, d'abord en médecine tropicale, sur des flavivirus sources de maladies vectorielles transmises par des moustiques (virus de la dengue, virus de la fièvre jaune et virus Zika,) puis sur le virus de l'immunodéficience humaine, et il est soupçonné chez d'autres virus. La question porte également, dans le cadre de la pandémie de Covid-19, sur certaines formes graves de la maladie que l'on suppose induites par une ou plusieurs infections antérieures par d'autres coronavirus.
Dans le cas de maladies virales « facilitées » par un ADE, ce phénomène peut entraver le développement d'un vaccin, car ce dernier peut justement provoquer la production d'anticorps qui, via l'ADE, aggraveraient ensuite la maladie contre laquelle le vaccin a été conçu. L'hypothèse de la facilitation implique, par exemple dans le cas de la dengue, que l'industrie pharmaceutique produise un vaccin tétravalent, beaucoup plus difficile à concevoir. Ainsi les candidats vaccins contre le virus de la dengue et contre le virus de la péritonite infectieuse féline (un coronavirus qui infecte le chat) ont dû être abandonnés parce qu'ils provoquaient une telle réaction.

## Mécanismes
Les mécanismes de la facilitation de l'infection par des anticorps ne sont pas encore totalement élucidés, mais plusieurs hypothèses ont été émises, probablement complémentaires et s'appuyant sur plus d'un mécanisme.
L'hypothèse générale est que certaines cellules du système immunitaire (monocytes/macrophages) ne disposent pas sur leur surface des récepteurs habituels que le virus utilise pour entrer dans ces cellules, mais qu'elles ont des « récepteurs Fc » qui se lient à une extrémité des anticorps. Un virus capable de se lier à l'autre extrémité de l'anticorps pourrait ainsi utiliser cet anticorps comme une « clé » pour pénétrer et infecter la cellule immunitaire. Habituellement, le processus de phagocytose s'accompagne d'une dégradation du virus, cependant, si le virus n'est pas neutralisé (en raison d'une faible affinité de liaison ou d'un ciblage vers un épitope non neutralisant), la liaison d'anticorps peut entraîner la fuite du virus et, par conséquent, infection accrue. Ainsi, la phagocytose peut provoquer une réplication virale, avec la mort subséquente des cellules immunitaires. Le virus « trompe » le processus de phagocytose des cellules immunitaires et utilise les anticorps de l'hôte comme un cheval de Troie. L'ADE peut se produire en raison de la caractéristique non neutralisante de l'anticorps, qui se lie à des épitopes viraux autres que ceux impliqués dans l'attachement et l'entrée de la cellule hôte. L'ADE peut également se produire parce que les anticorps sont présents à des concentrations sous-neutralisantes (donnant des taux d'occupation sur les épitopes viraux en dessous du seuil de neutralisation),.
En outre, l'ADE peut être induit lorsque la force de l'interaction anticorps-antigène est inférieure à un certain seuil,.
Ce phénomène pourrait entraîner à la fois une augmentation de l'infectivité et de la virulence.
L'ADE peut survenir pendant le développement d'une infection virale primaire ou secondaire, ainsi qu'après la vaccination avec une provocation virale ultérieure,,
Les virus qui peuvent causer l'ADE partagent fréquemment des caractéristiques communes telles que la diversité antigénique, les capacités à se répliquer et à établir la persistance dans les cellules immunitaires.
Le virus de la dengue utilise, au moins dans certains cas, ce mécanisme pour infecter les macrophages humains de personnes précédemment infectées avec une souche différente du virus. Un virus, normalement bénin, et restant bénin chez ceux qui sont infectés pour la première fois, peut alors chez ces personnes causer une infection virale grave et potentiellement mortelle.
Celles-ci impliquent notamment la formation de complexes « anticorps-virus, » ou de complexes « composant du système du complément-virus ».
Il est supposé que, dans la majorité des cas, les anticorps impliqués dans ce phénomène sont des anticorps neutralisants d'un autre virus, ou d'un autre sérotype du virus, comme dans le cas de la dengue.
Les anticorps produits par des lymphocytes B mémoires réactivés (ou transmis par voie materno-fœtale),, pourraient non seulement être peu efficaces pour neutraliser le nouveau sérotype viral, mais ces anticorps « à réactivité croisée » pourraient se lier à la particule virale pour former avec elle un complexe facilitant l’infection de toute cellule portant le récepteur Fc, telles que les monocytes/macrophages. La réplication virale, alors plus rapide et plus intense, pourrait alors aggraver la maladie (virémie et sévérité clinique accrues),,,,. En outre, le virus qui infecte des monocytes et macrophages pourrait induire une présentation d’antigènes viraux et l’activation de lymphocytes T mémoires à réactivité croisée (générés lors d'une primo-infection), qui prolifèrent alors à l'occasion d’une seconde infection, et sécrètent massivement des cytokines proinflammatoires (IFNγ et TNFα par exemple),, pouvant entraîner de graves dommages vasculaires (dont hémorragies et choc cytokinique).

## Virus concernés
De nombreux virus sont potentiellement concernés par la facilitation de l'infection par des anticorps, mais souvent, c'est uniquement in vitro que les preuves d'une facilitation de l'infection par des anticorps ont été trouvées.

### Virus de la dengue
Le virus de la dengue peut entraîner des formes sévères de dengue hémorragique ; et il a été noté que l'histoire immunologique du patient influe aussi sur le déroulement clinique de l’infection : des études épidémiologiques ont mis en avant une incidence accrue d'un syndrome de choc de dengue (ou DSS pour « dengue shock syndrome ») en cas d'infection secondaire par un sérotype viral différent de celui ayant provoqué la primo-infection,,.
C'est dans ce contexte qu'a été avancé en 1970 l'hypothèse de la facilitation de l'infection par les anticorps, ; c'était alors la première mention de ce phénomène.
Les quatre sérotypes existants de la dengue sont à l'origine de ce phénomène.
- Une première infection par un sérotype donné du virus de la dengue génère des anticorps neutralisants (monotypes), entraînant une protection vis-à-vis du sérotype de virus de la dengue concerné, et d'autres anticorps hétérotypes, potentiellement actifs pour les quatre sérotypes. Cette première infection cause une dengue « bénigne ».
- Une seconde infection, par un autre sérotype du virus de la dengue, utilisera les anticorps hétérotypes générés précédemment pour infecter plus facilement le sujet. Une dengue hémorragique, beaucoup plus grave, peut alors survenir[37].

La facilitation de l'infection par les anticorps est suspectée dans les complications liées au vaccin contre la dengue (Dengvaxia, développé par Sanofi Pasteur).

### Virus de l'immunodéficience humaine
La facilitation de l'infection par des anticorps est suspectée lors de l'infection par le VIH. Dans ce contexte, des tests in vitro ont montré l'existence du phénomène. Cependant, cela n'a pas encore été démontré in vivo, et l'impact de la facilitation de l'infection du VIH par des anticorps reste peu connu. La seule existence de ce phénomène reste cependant préoccupante, notamment par rapport aux essais vaccinaux dirigés contre le VIH.

### Autres virus?
La facilitation de l'infection par des anticorps a été décrite ou suspectée pour d'autres virus, mais généralement uniquement in vitro.
- Ce phénomène peut ainsi être observé in vitro lors d'infections à entérovirus. Il pourrait jouer un rôle dans la pathogénèse du diabète de type 1[42],[43].

- La facilitation de l'infection du SRAS par des anticorps a été également suspectée dans les années 2010[44], de même en 2020 pour le SARS-CoV-2 (responsable de la COVID-19 et donc de la pandémie de COVID-19), mais, selon Anuj Sharma (Uniformed Services University of the Health Sciences, Bethesda), en mars 2020, il était encore trop tôt pour en être certain[41]. Sharma note que divers coronavirus ont une réactivité croisée, avec donc des réponses d'anticorps réactifs croisées[45]. Hormis pour les sérotypes du virus de la dengue, qui a démontré l'existence d'une facilitation de l'infection par des anticorps dans le modèle animal (voir plus haut), pour d'autres virus la preuve des niveaux d'anticorps sous-neutralisants a essentiellement été faite in vitro sur des cultures cellulaires. Or dans le domaine de l'étude des virus, notamment chez les coronavirus, les démonstrations in vitro (pour la recherche d'efficacité de médicaments par exemple), fréquemment, n'ont pas été confirmées in vivo. In vitro, un manque de réponse immunitaire innée/adaptative des cellules cultivées peut induire une réduction des niveaux d'anticorps neutralisants, qui avec l'absence de réponse immunitaire innée d'autres cellules peut entraîner une « facilitation de l'infection par des anticorps » artificielle qui n'aurait éventuellement pas lieu in vivo. Par ailleurs, le diabète et les maladies cardiovasculaires se sont montrés prédicteurs d'un risque de forme grave de la COVID-19, or ces deux maladies sont connues comme causes de dysfonctionnement de la réponse immunitaire[46],[47]. Telle que rapporté par Channappanavar et al., la dérégulation immunitaire peut faciliter une pneumonie atypique létale par le SRAS-CoV[48]. Selon une étude parue en janvier 2022, aucun phénomène de facilitation de l'infection par des anticorps n'est causé par les vaccins anti-covid[49].

## Limites
L'hypothèse de la facilitation par les anticorps est cependant parfois contredite ou questionnée (même pour la dengue) :
- des études épidémiologiques ne confirment pas son universalité selon S Devignot et al. en 2010[50], citant Devrais & al. (2009)[51] ;
- en zone d’endémie de dengue, les anticorps maternels semblent plutôt protéger l'enfant que faciliter l'infection[52] ;
- des chocs DSS se manifestent parfois lors de primo-infection[53],[54] ;
- des infections secondaires non compliquées de syndrome de choc existent[55].